# Reiwa Shinsengumi
Reiwa Shinsengumi (れいわ新選組)  est un parti politique japonais fondé par l'acteur devenu homme politique Tarō Yamamoto. 
Le parti a été formé peu après qu'Ichirō Ozawa a annoncé que le Parti libéral allait fusionner avec le Parti démocrate du peuple. L'année de sa fondation, le parti a recueilli plus de 2 % des suffrages lors des élections à la Chambre des conseillers en juillet, et a remporté deux sièges, seulement trois mois environ après sa création.

## Histoire

### Fondation
Tarō Yamamoto, membre de la Chambre des conseillers, a fondé le parti le 1er avril 2019, avec l'intention de présenter plusieurs candidats, dont lui-même, aux élections à la Chambre des conseillers de cette année. Le 10 avril, Yamamoto a tenu une conférence de presse et annoncé le programme du parti. 

### Élection de la Chambre des conseillers en 2019
Le parti présente plusieurs candidats aux élections de la Chambre des conseillers en 2019. Bien que Yamamoto n'ait pas réussi à conserver sa place, le parti dépasse le seuil des 2 % requis pour remporter un siège. Yasuhiko Funago et Eiko Kimura, deux personnes lourdement handicapées, remportent deux sièges à la représentation proportionnelle. Parmi les autres candidats figurent Ayumi Yasutomi, professeur d'université, et l'ancien représentant adjoint de l'association des parents de victimes d'enlèvements de citoyens japonais par la Corée du Nord, Toru Hasuike.

### Élection à la Chambre des représentants en 2021
Lors des élections législatives de 2021, le parti Reiwa Shinsengumi est membre d'une alliance de l'opposition dans un front uni, avec le Parti démocrate constitutionnel, le Parti social-démocrate, et le Parti communiste, mettant en œuvre une plateforme électorale commune. Les partis s'accordent sur une baisse de la TVA, une augmentation des impôts sur les plus riches, une opposition à la révision de l'article 9 de la constitution, sur la fin du nucléaire civil et sur la mise en place d'une commission chargée d'enquéter sur les soupçons de corruption ayant touché les précédents dirigeants du PLD.
À l'issue du scrutin le 31 octobre 2021, le parti Reiwa Shinsengumi remporte trois sièges, dont celui de Tarō Yamamoto, pour sa première participation,.

## Idées politiques
Lors d'une conférence de presse tenue peu de temps après la fondation du parti, Yamamoto a annoncé que son parti ferait pression pour l'abolition de la taxe à la consommation, et pour " l'introduction progressive" d'un impôt sur les sociétés et qu'il augmenterait les emprunts sur obligations de l’État. En outre, il a déclaré que le parti était opposé au déménagement de la base américaine de Futenma et favorable à l'interdiction totale de l'énergie nucléaire, à l'application d'un salaire minimum de 1 500 ¥, à des lois protégeant les droits des animaux et à l'augmentation des services sociaux. 
Le parti a aussi annoncé qu'il souhaitait annuler ou abolir bon nombre des lois révisées ou adoptées par le Premier ministre Shinzō Abe, notamment la loi préventive antiterroriste, la loi sur les secrets d'État et la législation militaire de 2015.

## Membre élus
| Nom | Nom | Nom             | Mandat                | Election        |
| --- | --- | --------------- | --------------------- | --------------- |
|     |     | Tarō Yamamoto   | Conseiller du Japon   | 10 juillet 2022 |
|     |     | Daisuke Tenbata | Conseiller du Japon   | 10 juillet 2022 |
|     |     | Dr Suidobashi   | Conseiller du Japon   | 10 juillet 2022 |
|     |     | Mari Kushibuchi | Représentant du Japon | 28 avril 2022   |
|     |     | Ryo Tagaya      | Représentant du Japon | 31 octobre 2021 |
|     |     | Akiko Oishi     | Représentant du Japon | 31 octobre 2021 |
|     |     | Yasuhiko Funago | Conseiller du Japon   | 21 juillet 2019 |
|     |     | Eiko Kimura     | Conseiller du Japon   | 21 juillet 2019 |

## Résultats électoraux

### Chambre des représentants
| Année | Rang | Sièges  | Circonscriptions | Proportionnel |
| Année | Rang | Sièges  | %                | %             |
| ----- | ---- | ------- | ---------------- | ------------- |
| 2021  | 7e   | 3 / 465 | 0,43             | 3,86          |
| 2024  | 6e   | 9 / 465 | 0,78             | 6,98          |

### Chambre des conseillers
| Année | Rang | Total des sièges | Sièges gagnés | Circonscriptions | Circonscriptions | Proportionnel | Proportionnel |
| Année | Rang | Total des sièges | Sièges gagnés | Voix             | %                | Voix          | %             |
| ----- | ---- | ---------------- | ------------- | ---------------- | ---------------- | ------------- | ------------- |
| 2019  | 7e   | 2 / 245          | 2 / 245       | 214 438          | 0,43             | 2 280 253     | 4,55          |
| 2022  | 7e   | 5 / 245          | 3 / 245       | 989 716          | 1,86             | 2 319 157     | 4,37          |
| 2025  | 7e   | 6 / 245          | 1 / 245       | 1 881 606        | 3,18             | 3 879 914     | 6,56          |